# 終極舞班
《終極舞班》（英語：Battle Of Hip Hopera）（原片名《十七歲》《青春的你》），是一部2016年上映的校園電影、金穗獎2016光點華山電影館3/27閉幕片，本片結合嘻哈、街舞、京劇元素。由翁滋蔓、Casper、邱昊奇、高藝、邦邦、伊正、郎祖筠、黃書維、許凱皓、尤漢翔、王映婷、黃宇琳領銜主演。台灣於2016年9月23日上映。

## 劇情簡介
一位擁有舞蹈天賦的男孩阿翔(Casper飾)，從小因為父親離開導致他變得憤世嫉俗，而街舞變成他展現自我的唯一出口。直到有一次阿翔在練舞時遇上了京劇的女孩羽辰(翁滋蔓飾)，但羽辰的身邊同時也有一位充滿神秘的競爭對手陳軍(邱昊奇飾)。兩個男孩在舞台上、人生中的競賽也就此展開。

## 演員陣容
| 演員姓名 | 角色名稱 | 介紹 |
| 翁滋蔓   | 羽辰     | 一個成長在傳統京劇團的單純女孩，雖然有著清新脫俗的外表與練武的身段，但是對她而言京劇並不是她所想過的日子，從小到大唯一能讓她心迷嚮往的事情就是迷戀上一世代的超級偶像梁皓天，羽辰唯一心願就是努力讀書，然後考上一間大學、離家越遠越好。                         |
| Casper   | 阿翔     | 一個血氣方剛的高中生，母親早逝，父親卻都不回家，所以阿翔比一般同年的孩子更早熟、也更憤世嫉俗，他從小就是一個惡名在外的麻煩小子，直到念高中接觸街舞之後，才在街舞的世界裡活出自我，這樣的日子阿翔以為可以直到永遠，就算是世界末日也與他無關，直到他遇見了羽辰。 |
| 邱昊奇   | 陳軍     | 羽辰的青梅竹馬玩伴，之後跟著父母移民國外，雙親刻意培的藝術天才！6歲學鋼琴、7歲學芭蕾、9歲唱歌、13歲就已周遊列國、並開始跳街舞。阿翔是他既敬又畏的對手，羽辰是他再度回來誓言要尋回的女孩，而他的終極目標是亞洲盃街舞大賽奪冠。                                  |
| 高藝     | 艾琳     | 能歌善舞，開朗甜美、古靈精怪，編舞能力很強，也是電特快街舞團的團長，團員小白跟飯粒都很喜歡她，但是她卻一直暗戀著阿翔。與羽辰是手帕交，後來忌妒羽辰差點促成大錯。                                                                                               |
| 邦邦     | 韓越     | 擁有超強舞蹈實力，是個強勁的舞蹈高手，實力不容小覷，團隊當中僅陳軍可以讓他心服口服。 |
| 伊正     | 梁皓天   | |
| 郎祖筠   | 校長     | |
| 黃書維   | 小白     | |
| 許凱皓   | 飯粒     | |
| 尤漢翔   | 鐵頭     | |
| 賴昱宏   | 大魚     | |
| 王映婷   |          | |
| 黃宇琳   |          | |

### 其他演員
| 演員姓名 | 角色名稱   | 介紹 |
| 翁郡鴻   | 羽辰的同學 |      |
| 上山博樹 | 老K        |      |
| 彭俊綱   | 牡丹姨     |      |

### 客串演出
| 演員姓名 | 角色名稱 | 介紹 |
| 林慧蓉   | 主播     |      |

## 電影歌曲
| 曲別   | 歌名                       | 演唱者      | 作詞   | 作曲        | 備註              |
| 主題曲 | 愛一百萬次 A Million Times | 陳傑瑞      | 陳傑瑞 | 陳傑瑞      | 製作：JERIC陳傑瑞 |
| 主題曲 | 十七後                     | Casper/邦邦 | 易家揚 | 倪子岡/薇薇 |                   |
| 主題曲 | Love&Peace                 | Crossgene   | 王雅君 | koshin      |                   |

## 工作人員
- 監製：黃慶銘、包盛芝、邱尉華、廖國盛、王傳亮
- 導演：羅頌其
- 編劇：羅頌其
- 製作公司： 邦中影業有限公司
- 發行公司： 華聯國際
- 行銷監製：金百倫
- 舞蹈監製：邱尉華
- 副導演：丁肇輝
- 製片：葉振興
- 執行製片：孫丞
- 攝影：朱鏡偉
- 剪輯：魏如涵
- 聲音設計：羅頌策
- 美術指導：鍾佳珮
- 造型指導：周筱筑
- 京劇指導：朱陸豪
- 表演指導：郎祖筠
- 音樂總監：Johnny wu
- 特效：沸騰了映像有限公司
- 後期製作：現代電影沖印股份有限公司

## 拍攝場景
Big City遠東巨城購物中心
莊敬高職
板橋高中
板橋435藝文特區
新北市政府
台北市社子島
泰山體育館
桃園捷運

## 票房
上映五週，台北總票房為新台幣152萬。

## 外部連結
- 終極舞班的Facebook專頁
- 開眼電影網上《終極舞班》的資料（繁體中文）
- Yahoo奇摩電影上《終極舞班》的資料（繁體中文）
- 时光网上《終極舞班》的資料（简体中文）
- 豆瓣电影上《終極舞班》的資料 （简体中文）
- 香港影庫上《終極舞班》的資料（繁體中文）
- 互联网电影数据库（IMDb）上《終極舞班》的资料（英文）
- Box Office Mojo上《終極舞班》的資料（英文）